# زمین‌لرزه ۱۳۵۶ داوودی
زمین‌لرزه ایران  در تاریخ ۲۱ مارس ۱۹۷۷ میلادی، برابر با ‎۱ فروردین ۱۳۵۶، ساعت ۲۱:۱۸:۵۴ به زمان یوتی‌سی در ایران رخ داد. ژرفای این زلزله ۳۱٫۸ کیلومتر بود، و بزرگی آن ۶٫۷ در مقیاس Mw اعلام شده‌است. زمین‌لرزه به وقت محلی در روز سه‌شنبه، ساعت ۰٫۵ روی داده و منطقه زمانی آن یوتی‌سی +۳٫۵ بوده‌است .
سازمان زمین‌شناسی آمریکا نیز رومرکز این زمین‌لرزه را در مختصات ۲۷°۳۶′۳۲″شمالی ۵۶°۲۳′۳۵″شرقی / ۲۷٫۶۰۹°شمالی ۵۶٫۳۹۳°شرقی و ژرفای آن را در ۲۹ کیلومتر گزارش کرده‌است. بزرگی برگزیدهٔ این سازمان از میان بزرگیهای محاسبه‌شدهٔ مختلف ۷ در مقیاس ریشتر بوده و از دید اثر، در میان چهار دسته‌بندی «نامحسوس»، «محسوس»، «زیان‌آور» یا «با تلفات»، زلزله را «با تلفات» اعلام کرده‌است.۳۵ روستا در زمین‌لرزه آسیب دیده‌است.
پروژهٔ «تنسور گشتاور مرکزوار» زاویه‌های (راستا، شیب، ریک) گسل سازندهٔ زمین‌لرزه و صفحه عمود بر آن را (°۲۶۷، °۲۷، °۹۸) یا (°۷۸، °۶۴، °۸۶) و نوع گسل را «معکوس» فرارسانده‌است.
شمار کشتگان زلزله حدود ۱۶۷ نفر بوده‌است.تعداد زخمیان ۵۶۶ نفر برآورده شده‌است.بی‌خانمان شدگان نیز ۷۰۰۰ نفر اعلام شده‌است.